# 個人主義
個人主義（こじんしゅぎ、英: individualism、仏: individualisme）とは、権威を否定して個人の権利や自由を尊重する立場、或いは国家や社会の重要性における根拠を個人の尊厳に求め、その権利と義務の発生原理を説く政治思想である。ラテン語のindividuus（不可分なもの）に由来する。対義語は全体主義・集団主義。
西洋諸国には個人主義的な国家が多く、古代スカンジナビアのイデオロギー・ギリシャ哲学・キリスト教などの西洋文化に影響がある。

## 概要
個人主義文化のある国家の例としては、イギリスやカナダ、アメリカ合衆国、オランダ、北欧諸国など、伝統的に民主主義が根付いていた西欧諸国、または西欧諸国に支配されていた旧植民地国家が多い。一方で個人主義文化が薄い国は、エジプト・シリア・ナイジェリアなどの西欧諸国に支配されていたとしても独立後に政治的な混乱が多かった国家や、独裁政治によって支配されている国家、または支配されていた時期があった国家などが挙げられている。
個人主義と「利己主義」は無関係である。個人主義は個人の自立独行・私生活の保全・相互尊重・自分の意見を表明する、周囲の圧力をかわす、チームワーク・法の下の平等・自由意志・自由貿易に大きな価値を置いている。また、個人主義者は各人または各家庭は所有物を獲得したり、それを彼らの思うままに管理し処分する便宜を最大限に享受する所有システムを含意している。

## 歴史
「個人主義」は多義的な言葉であって、個々の言説が意味するところは一様ではないが、人間の尊厳と自己決定という2つの価値概念と、個人は理性的存在または個性的存在であるという認知的概念を共有する。individualismeというフランス語が発祥である。
もともとは啓蒙主義に対する非難を意味する言葉であった。啓蒙主義的な政治哲学は、トマス・ホッブズによって体系的にまとめられたのであるが、18世紀中葉、サン＝シモン派は、啓蒙主義の哲学者を古代ギリシアのエピクロス派とストア派の利己主義を再生させた者たちであるとして個人主義者と非難した。フランスの政治家トクヴィルは、個人主義が民主主義の自然の産物であるとした上で、アメリカ人は自由によって個人主義を克服したのだとして、やはり否定的にみていた。
これに対して、啓蒙主義の画一性を批判して個人主義に、個人の独自性、独創性、発展性という積極的な意味を吹き込んだのは、1840年代ドイツのカール・ブリュッゲマンで、その伝統は、フリードリヒ・シュライアマハーらに受け継がれた。ヤーコプ・ブルクハルトにとっては、イタリア・ルネサンスの文化がその理想であった。
個人主義という語が、現在用いられているような、共産主義や全体主義といった主張とは両立し難い「社会的な理想」というような意味合いで用いられるようになったのは、19世紀から20世紀にかけてのアメリカ合衆国においてである。

## 特徴と類型
個人主義という語は多義的であって、個人が至高の価値を有するという道徳原理、自己発展、自主性、プライバシー等の観念が結びついている。その文脈に応じて、社会学的個人主義、方法論的個人主義、政治的個人主義、経済的個人主義、宗教的個人主義、倫理的個人主義、認識論的個人主義といった諸類型に区分することができ、異なる論点が存在する。
個人が至高の価値を有するという道徳原理の起源は、キリスト教の伝統に求めることができる。その考え方は、たとえばマタイによる福音書25:40に示されている（ユダヤ教は、神の関心が一民族にのみ向けられていたので、異なる）。ルネサンス期の人文主義者の「人間の尊厳」も、宗教改革も、このようなキリスト教的伝統のうちに理解されるべきものである。カントやマクタガードが美しい表現でそれを著述している。また、ルソーの思想の中心をなすものである。
自律は、伝統的慣習・権威に従って行動するのではなく、個々人が自らの理性的反省によって、批判的評価を与えられた規範に従って行動することを求める。このような観念もキリスト教的伝統の下、トマス・アクィナスによって示されたものである。
プライバシー（私事権）は、極めて近代的な概念であり、私的な領域を神聖なものとする人間観を前提としている。自由主義の中心概念となる消極的自由であり、J・S・ミルが「人間の行為の中で、社会に従わなければならない部分は、他人に関係する部分だけである。自分自身にだけ関係する行為においては、彼の独立は、当然、絶対的である」と述べる部分であり、集団主義とは対立的である。
自己発展は、個人の諸能力の調和的発展によって理想が実現するとした考えである。この「個人」はやがて、「民族」「国家」にまで拡張された。フランス啓蒙思想における合理主義的な国家観の批判という文脈において、ドイツでは、自己発展の概念は個々人を超えて実在する有機的組織である民族にまで拡張され、他の文化と異なった発展を遂げた個性を有するものとして、「民族精神」が歴史学の基礎に据えられた。また、このこととは別の流れとして、これはJ・S・ミルの自由論、マルクスのドイツ・イデオロギーの要素となった。
抽象的個人の見方は社会学的個人主義と名付けられ、社会契約説の基礎となった。イギリスの哲学者ホッブズが、各個人の有する無制限な自然権は、「万人の万人に対する闘争」を帰結するものとして、これを避けるためには、各個人の有する自然権が主権者に譲渡されることが必要であるとした。そこでは、社会はそれがどのようなものであろうとも、個人の目的のための手段とみなされる。
政治的個人主義は、政治的権威の源泉を個々人のうちに求める。ホッブスは、政治的権威は太古からの伝統や神や自然法に由来するものではなく、人間的目的から生まれるとした。イギリスの哲学者ロックは、「操作的重要性」を与えない形でホッブスの考えを継承した。フランスの哲学者ルソーは、「主権者とは『それを構成する個々人によって全体として形成されている』ものである」と発展させた。
経済的個人主義は、「経済的自由に対する信仰である」。個々人の自由な経済活動によって、最大多数の最大幸福が実現されるとみて、社会主義、共産主義を否定する。現代の代表的な論者はF・A・ハイエクである。経済活動のうえでは国家による干渉や統制を認めず、自由放任をよしとする。リバタリアニズムは経済的個人主義を先鋭化させた思想である。
方法論的個人主義は、ホッブズによってまず示されたが、社会学的個人主義とは区別される。あらゆる社会現象は、実在する個人に還元されるべきであると主張したもので、フランスでは、サン＝シモンからデュルケームにいたる、この考え方への批判の伝統がある。理論的には、実在するのは個々人であり、社会や国家は個人の集合をさす名称にすぎないとする社会唯名論であり、社会実在論と対立する。これに対しては、社会実在論の立場から、場の雰囲気に流される傾向をもつ群衆と化した個人がより強固なシンボル・指導者を求めて全体主義へと至る危険性がエーリヒ・フロムによって指摘されている。また、ギリシア語のanomos（法がないこと）に由来するアノミーの概念を提唱した社会学者のデュルケームが、個人の無制限な自由がかえって当人を不安定にすることを問題とした。
倫理のうえでも個人主義が言及される。
個人の人格の完成が個人の幸福であるとする人格主義も、個人主義の1つといえる。また、カントの、自己発展と自律を組み合わせ、人格の完成は道徳的人格の確立以外にないとした考え方は、倫理的個人主義ということができる。倫理的個人主義においては、相対立する道徳的立場に面したとき、個人がこれを選び取らなければならない。「他人と代置不可能な個人の実存とその自由を重視する」実存思想も、個人主義ということができる。また個人主義は、道徳的連帯を可能にする。
いっぽう、個人の利益・欲としての幸福だけが道徳の規準になるとすれば、それはエゴイズム・利己主義であり、幸福がもっぱら自己の快楽であるとされれば、それは快楽主義・享楽主義である。ドイツの哲学者シュティルナーの「唯一者」の思想は、この種の個人主義の代表といえる。ただし、利己主義とは反対のものを表現するのに個人主義という言葉を使う立場があるので、注意が必要である。自身の自由と権利を尊重するのと同様に他人の自由と権利を尊重することを個人主義と表現する考え方である。
認識論的個人主義は、知識の源泉を個人に求めた。ジョン・ロックの経験論がその典型である。経験論者の一人のバークリーは、存在するのは自意識のみであり、すべては自意識の観念にすぎないと主張した。古代ギリシアのプロタゴラスのように、知識の源泉を個人に求め、真理は各人が認識する限りのもので相対的であるとすれば、主観主義、相対主義に至る。
量的個人主義と質的個人主義という分類の仕方もある。
個々の場（集団）は成員に対してそれぞれ一定の「要請」をするものだが、その要請が「普遍性」から逸脱する方向へ動き出したとき、個人主義はこれを拒否し得る（声をあげられる）（←→集団主義）。この個人主義は、原点は「神と人間との関係」であるが、確立したのは近代の西欧である。そのときの状況をジンメルは、量的個人主義（啓蒙主義的個人主義、個人の理性に力点が置かれる。18世紀フランスで起こった）と質的個人主義（ロマン主義的個人主義、かけがえのない一人ひとりの個人という視点に力点が置かれる。19世紀ドイツで盛んになった）、と把握した。
人類学者のルイ・デュモンによれば、個人主義は、国家と対立するキリスト教的伝統の下で生まれた西欧の概念であって、その普遍性に疑問があるだけでなく、自己発展の概念から発生した民族精神、倫理的個人主義のディレンマから派生したドイツ民族の道徳的優位、政治的個人主義とは密接な関係がある、とされる。
夏目漱石は、自己の発展に重きを置くならば、他人のそれも尊重しなければならないとし、他人を妨害する結果にならないよう道義上の個人主義を説いた。また偏狭な国家主義を批判しつつも、真の国家主義は道義上の個人主義と矛盾しないことも主張した。漱石の個人主義は、ヨーロッパの個人主義を受け入れたものである。
ホッブズの社会契約説は、法の支配をその内容としていたのであり、個人主義は法の支配を内包している。個人が法に対抗してその信条を貫いた例として、良心的兵役拒否、あるいは内村鑑三の不敬事件などが挙げられる。

## 世界の文化の違い
| +60 から +70 +50 から +60 +40 から +50 +30 から +40 +20 から +30 | +10 から +20 0 から +10 | -10 から 0 -20 から −10 -30 から −20 -40 から −30 データー無し |

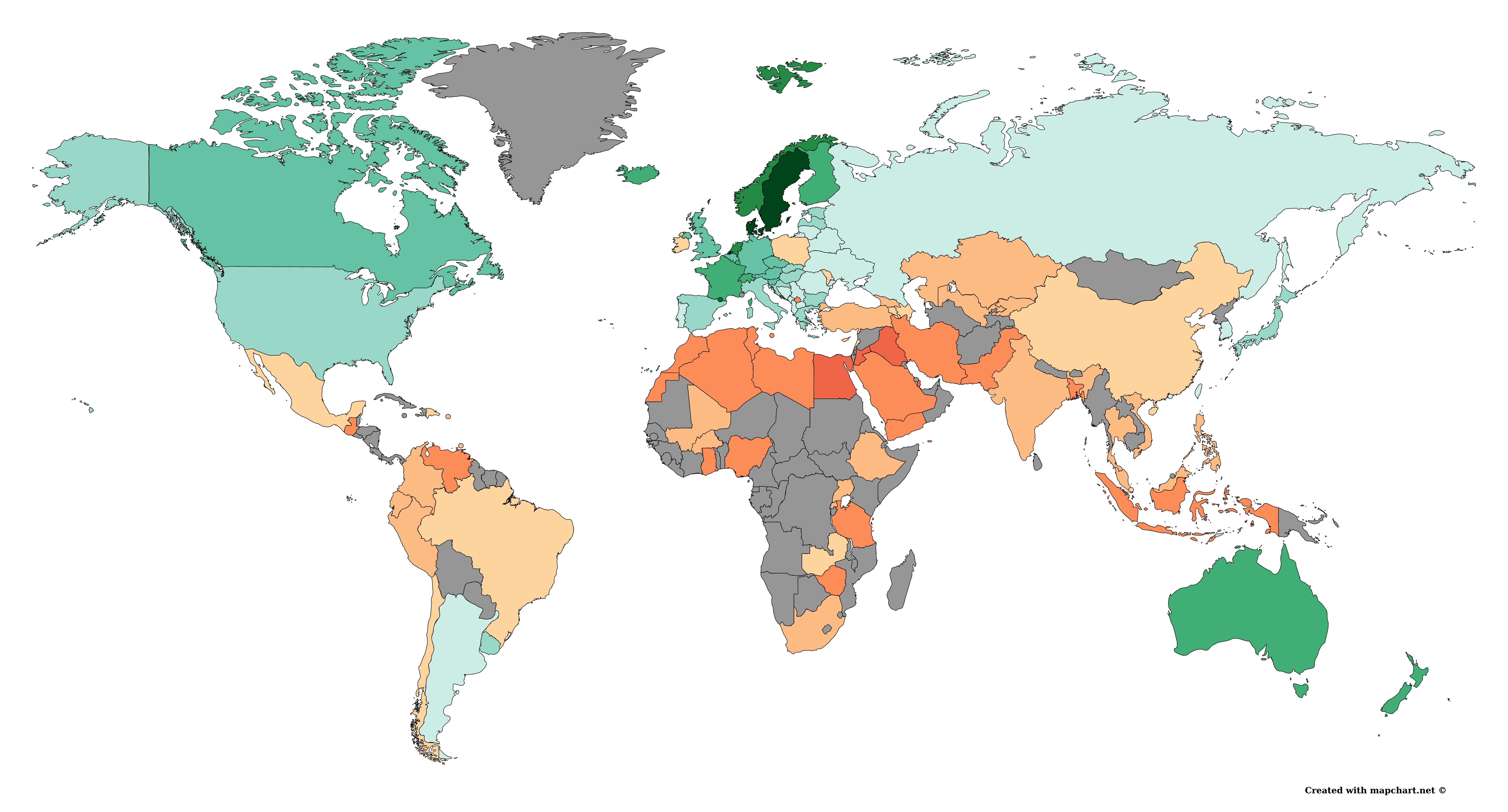
赤みがかった色で色付けされた国は世界平均と比較してより集団主義的な文化を持っている一方、緑がかった色で色付けされた国はより個人主義的な文化を持っている。

個人主義と集団主義の文化の違いは、種類ではなく、程度の違いであり、どの文化にも個人主義的な特徴と集団主義的な特徴がある。経済発展と、文化的個人主義-集団主義との間には強い相関関係がある。西ヨーロッパ、オーストラリア、北米、日本などの世界的に経済的に発展した地域は個人主義的な文化が色濃く、中東や北アフリカ、サブサハラアフリカ、インド、東南アジア、中央アメリカなどの経済的に発展途上にある地域は集団主義的な文化が色濃いことがわかっている。

### 日本の個人主義
明治時代に西欧の文化を吸収する際に、個人主義の概念が流入した。しかし、文化的な心理特性として、最初に関係性がありその関係性の中で自己を形成する日本人の「個人」は、個人を前提に関係性を作る西欧の「個人」とは前提に隔たりがあった。そのため、戦後になり知識層の間から広まった家や世間のしがらみといった古い関係性や規範の呪縛から解放されることが近代化の用件であるとする考えは、関係性を否定せざるを得ないことになったかもしれない（「コジンシュギ」）。個人主義は進歩的な思想として社会運動が盛んだった当時の日本に急速に広まったが、「コジンシュギ」は日本人にとって自己矛盾をはらんでおり、自己責任論や自己肯定感の低下といった社会問題の遠因となっている可能性がある。日本社会が関係性の呪縛から解放されるためには、たとえば、人間関係は個を実現するための糧ないしはサポートシステムであるといった価値観を生み出す必要があるのではないかと考えられる。
見知らぬ人を信頼しない、そして集団の中では他者と違ってはいけない日本社会では、集団の規範と異質な意見は徹底的に否定されるため、個人は創造性を発揮できない状態になっている可能性があり、開放的かつ個人主義的に社会を変化させる勇気を持つことが、21世紀の日本社会が直面している課題である可能性がある。